# Grupo Vigilante da Nigéria

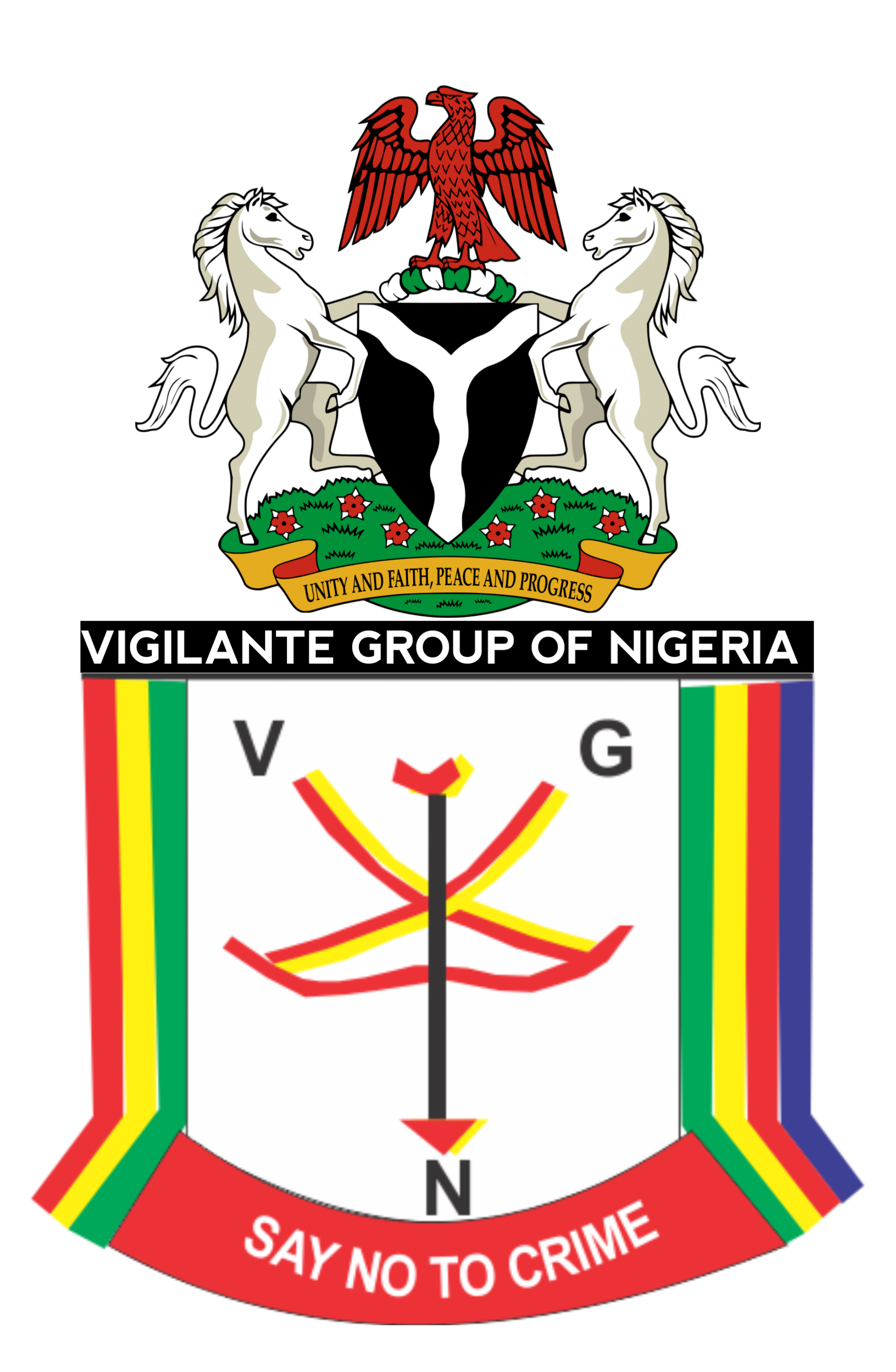
Logotipo do Grupo Vigilante da Nigéria

O Grupo Vigilante da Nigéria (em inglês:  Vigilante Group of Nigeria; VGN), estabelecido em 1970 e oficialmente registrado como organização não governamental em 1999, com o Capitão Abubakar Bakori Umar como comandante-geral, atua como uma organização de defesa civil que colabora com a polícia no combate ao crime e na manutenção da lei e da ordem. Com membros em todo o país e sede em Abuja, trabalha em parceria com a polícia, as forças armadas e outras agências de segurança para policiamento comunitário, coleta de informações e contribuição para esforços de contrainsurgência contra grupos como o Boko Haram. No entanto, o Grupo Vigilante da Nigéria enfrenta desafios como financiamento, reconhecimento legal e regulamentação.